# Франц-Георг Решке
Франц-Георг Решке (нім. Franz-Georg Reschke; 26 травня 1908 — 1 грудня 1996) — німецький офіцер-підводник, корветтен-капітан крігсмаріне. Кавалер Німецького хреста в золоті.

## Біографія
1 квітня 1929 року вступив на флот. З березня 1938 року — командир роти і викладач училища частин зв'язку в Мюрвіку. З січня 1940 року — командир роти 3-го морського навчального дивізіону. В лютому 1940 року перейшов у підводний флот. З 7 січня по 19 лютого 1941 року — вахтовий офіцер підводного човна U-94. З 3 травня 1941 по 19 жовтня 1942 року — командир U-205, на якому здійснив 8 походів (разом 225 днів у морі). 16 червня 1942 року потопив британський легкий крейсер HMS Hermione (74) водотоннажністю 5450 тонн; 88 з 586 членів екіпажу крейсера загинули. В жовтні-листопаді 1942 року перебував в розпорядженні 29-ї флотилії. З листопада 1942 по травень 1945 року — консультант з питань підводних човнів Управління морської війни ОКМ.

## Звання
- Кандидат в офіцери (1 квітня 1929)
- Морський кадет (10 жовтня 1929)
- Фенріх-цур-зее (1 січня 1931)
- Оберфенріх-цур-зее (1 квітня 1933)
- Лейтенант-цур-зее (1 жовтня 1933)
- Оберлейтенант-цур-зее (1 червня 1935)
- Капітан-лейтенант (1 жовтня 1938)
- Корветтен-капітан (1 квітня 1943)

## Нагороди
- Медаль «За вислугу років у Вермахті» 4-го класу (4 роки)
- Залізний хрест 2-го і 1-го класу
- Нагрудний знак підводника
- Німецький хрест в золоті (17 листопада 1942)